# Warner TV Next
Warner TV Next es un canal de televisión francés que comenzó sus emisiones el 11 de febrero de 2016. Es operado y distribuido por Warner Bros. Discovery EMEA. 

## Historia
El 3 de febrero, Toonami Squad confirmó en un correo electrónico con Turner que Toonami recibiría el lanzamiento como canal de televisión en Francia el 11 de febrero de 2016. El canal llevaría el nombre del bloque de programación de los sábados por la noche que se ve en los Estados Unidos en Adult Swim, utilizando el logotipo introducido en 2004 con promociones de marca que también se utilizan en Asia.
Durante el día, los programas están sujetos a censura. Desde las 9 p. m. hasta altas horas de la noche, el canal puede emitir contenido sin censura. Desde el 24 de julio de 2019, se emite el bloque Adult Swim entre las 23:00 y las 2:00 a. m. 
En septiembre de 2020, Toonami renovó su marca y cambió su público objetivo a adolescentes y adultos jóvenes, teniendo programas que ya no estaban sujetos a censura durante el día.
El 3 de septiembre de 2023, Toonami Francia fue renombrado y relanzado como Warner TV Francia, sin que la programación ya predefinida de Toonami fuese afectada completamente.

## Programación
Programación Transmitida:
- All Elite Wrestling
  - AEW Battle of the Belts
  - AEW Dynamite
  - AEW Rampage
- Batman
- DC Team France
- StarGirl
- Attack On Titan
- The Batman
- Batman Beyond
- Batman: The Animated Series
- Batman: The Brave and the Bold
- Black Clover
- Dragon Ball
- Dragon Ball Super
- Dickle
- Harley Quinn
- Iron Man: Armored Adventures
- Justice League
- Justice League Action
- Justice League Unlimited
- My Hero Academia
- Smallville
- The Green Hornet
- The New Batman Adventures
- X-Men: Evolution
- Wolverine and the X-Men
- Young Justice
- Sym Bionic Titan
- Unicorn Warriors Eternal

- 12 oz. Mouse
- Aqua Teen Hunger Force
- Archer
- Ballmastrz: 9009
- Birdgirl
- Black Dynamite
- Black Jesus
- Blade Runner: Black Lotus
- Close Enough
- Dickie
- Fena: Pirate Princess
- Final Space
- Harvey Birdman, Attorney at Law
- Hot Streets
- Highlander
- Housing Complex C
- Joe Pera Talks with You
- King Star King
- L'Épopée temporelle
- Loiter Squad
- Metalocalypse
- Mike Tyson Mysteries
- Momma Named Me Sheriff
- Moral Orel
- Mostly 4 Millennials
- Mr. Pickles
- NTSF:SD:SUV::
- Primal
- Rick and Morty
- Robot Chicken
- Royal Crackers
- Samurai Jack
- Smiling Friends
- Soft Focus with Jena Friedman
- Teenage Euthanasia
- Tender Touches
- The Cleveland Show
- The Eric Andre Show
- The Jellies
- The Shivering Truth
- The Venture Bros.
- Three Busy Debras
- Tigtone
- Tropical Cop Tales
- YOLO
- Your Pretty Face Is Going to Hell